# Егілл Ейнарссон
Егілл «Гіллз» Ейнарссон (нар. 13 травня 1980) — ісландський телеведучий, ведучий радіошоу, фітнес-тренер, мотиваційний спікер, ді-джей і співак. У 2008 році він брав участь у гурті «Merzedes Club» як музикант і був відомий під псевдонімом Gillz and Gillzenegger. У подальшій кар'єрі виступав як диск-жокей DJ MuscleBoy. Його поради, відео та твори піддавалися критиці, включно зі звинуваченнями у мізогінії, пропаганді зґвалтувань і расизмі.

## Кар'єра

### Медійна особистість
Егілл вперше став відомий як блогер на нині неіснуючому вебсайті kallarnir.is у середині 2000-х років. Пізніше він писав колонки для газети «DV» та журналу «Bleikt og blátt», а також вів радіошоу на ісландській радіостанції KissFM. Його популярність зросла після виходу в ефір власного телешоу «Kallarnir» і виходу його книги про стиль життя «Біблія прекрасних людей».
Егілл був одним із ведучих радіопрограми «FM95BLÖ».

### Фітнес і стиль життя
Егілл керував дистанційною програмою фітнес-тренувань і є прихильником фітнесу та здорового способу життя. Він — автор книг про саморозвиток, пікап, був ведучим телешоу «Mannasiðir Gillz» на Stöð 2 у 2011 році.
У листопаді 2011 року він розкритикував книгу «Bang Iceland» американського пікапера Руша Верека, назвавши її «наскільки невірною, на скільки це можливо». Егілл заявив, що його тактика пікапу ґрунтується на розвагах і веселощах з жінками, а не на ізоляції та напиванні.

### Музична кар'єра
Егілл був учасником техно-гурту «Merzedes Club», де він мав прізвисько Gillz або Gillzenegger, і був клавішником і речником гурту. До гурту також увійшли Rebekka, Ceres 4, Gaz-man і Party-Hanz.
Композитор і продюсер Барді Йоганссон брав участь у відборі представляти Ісландію на пісенному конкурсі «Євробачення» 2008 року. «Merzedes Club» з піснею «Ho, Ho, Ho, We say Hey, Hey, Hey» посів друге місце після переможця «Eurobandið» з піснею «This Is My Life». У 2008 році з'явилася серія синглів. Зокрема пісня «Meira frelsi» з'явилась як фірмова мелодія для рекламної кампанії Síminn (попередня назва Landssíminn), ісландської телекомунікаційної компанії. Пісня викликала суперечки через подібність музичного кліпу з піснею Basshunter «Now You're Gone». Серед інших хітів гурту — «I Wanna Touch You», «See Me Now» і «Basscop». Гурт випустив альбом «I Wanna Touch You», після чого розпався.
Після розпаду гурту Егілл Ейнарссон продовжив виступати як сольний диск-жокей.

## Суперечки

### Звинувачення у сексуальному насильстві
У грудні 2011 року 31-річного Егілла звинуватили у зґвалтуванні та сексуальному насильстві над 18-річною дівчиною. У січні 2012 року окрема 15-річна дівчина звинуватила його в сексуальному насильстві. У листопаді 2012 року розслідування було припинено через низьку ймовірність засудження. Після трансляції інтерв'ю, в якому обговорювалися звинувачення у зґвалтуванні, користувач в Instagram опублікував пост із підписом, у якому назвав Ейнарссона ґвалтівником. Ейнарссон безуспішно подав позов про наклеп до окружного суду та Верховного суду Ісландії, але Європейський суд з прав людини не погодився з рішеннями ісландських судів.
На момент висунення звинувачень телефонний довідник з обличчям Егілла на обкладинці роздали усім жителям Ісландії. Через звинувачення компанія-постачальник цих каталогів запропонувала наклейки на обличчя Егілла.

### Звинувачення в расизмі
Вчені та громадськість звинуватили Егілла у расизмі. У своїй книзі «Mannasiðir Gillz» 2009 року він написав, що «захоплювався багатьма чим у культурі темношкірих людей. Їм наплювати на освіту та їм ліньки працювати». Його також звинуватили у расових стереотипах за слова: «у культурі темношкірих чоловіків нормально називати жінок стервами та дівками. У культурі темношкірих чоловіків дуже важливо ставитися до своєї жінки як до сміття. З іншого боку, азійські чоловіки старанні та хороші працівники, але погані в ліжку».
У 2020 році Егілла розкритикувала правозахисниця Сема Ерла Сердар після появи у соціальних мережах відео з нагоди його 40-річчя. На відео показано, як Егілл сміється, коли його друг демонструє вузькооке обличчя, імітуючи мінет і прикидається азіайською повією, яка з сильним акцентом пропонує «прибрати вдома» або «відсмоктати» за гроші.

### Звинувачення в мізогінії
У 2007 році Егілл опублікував статтю, в якій перелічував відомих ісландських політиків і журналістів, які були пов'язані з феміністською політикою, і які, за його словами, мають «назавжди замовкнути». Егілл зазначив, що найкращим способом зробити це зайнятися сексом з вигаданою «Джамалою Джонсон». У статті Егілл сказав, що більшість феміністок були огидними та психічно хворими. Серед названих жінок були політики Дріфа Снедал, Колбрун Галлдорсдоттір і Стейнунн Валдіс Оскарсдоттір. Він звинуватив численних жінок у тому, що вони досягли свого становища у суспільстві за допомогою мінету керівникам. Ця стаття викликала широке обурення в Ісландії, зокрема й у згаданих жінок, які опублікували спростування його слів, а також серед академічної спільноти. Через десять років, у 2017 році, Егілл перепросив, сказавши, що йому соромно за статтю.

## Фільмографія

### Фільми
- Svartur á leik як Севар К (2012)
- Lífsleikni Gillz (2014)
- Leynilöggan (2021)

### Телевізійні шоу
- Kallarnir
- Wipeout Ísland
- Auddi og Sveppi
- Ameríski Draumurinn
- Mannasiðir Gillz

## Дискографія

### Альбоми
У складі «Merzedes Club»
- 2008: I Wanna Touch You

### Сингли
У складі «Merzedes Club»
- 2008: «Ho, Ho, Ho, We Say Hey, Hey, Hey»
- 2008: «Meira Frelsi»
- 2008: «I Wanna Touch You»
- 2008: «See Me Now»
- 2008: «Basscop»

як DJ MuscleBoy
- 2014: «Louder» (як DJ MuscleBoy за участю StopWaitGo)
- 2014: «Pump»
- 2014: «Musclebells»
- 2016: «#Muscledance»
- 2018: «#VIKINGCLAP»
- 2018: «#Summerbody»
- 2019: «MuscleClub»
- 2020: «Stronger Without You»
- 2021: «Spending My Time» (за участю Yohanna)